# Satyrus dissoluta
Satyrus dissoluta är en fjärilsart som beskrevs av Grum-grshimailo. Satyrus dissoluta ingår i släktet Satyrus och familjen praktfjärilar. Inga underarter finns listade.